# Sumba (Illes Fèroe)
Sumba és un poble i municipi de l'illa de Suðuroy. a les illes Fèroe. Sumba es troba a l'extrem sud de l'illa, el que el converteix en el poble més meridional de l'arxipèlag. Al municipi hi ha tres localitats: Lopra (83 habitants), Akrar (15 habitants) i Sumba, que n'és la capital. Abans també hi havia el petit poble de Víkarbyrgi, però el 2003 en van marxar els darrers habitants. El 2021 el poble de Sumba tenia 252 habitants, que sumats als 83 de Lopra i els 15 d'Akrar donava una població total de 350 persones per a tot el municipi.
Les excavacions arqueològiques han demostrat la presència humana a la zona ja al segle vii, cosa que convertiria Sumba en un dels assentaments mes antics de les Fèroe. L'església de Sumba va ser consagrada el 19 de juny de 1887.
Sumba es troba aïllada per altes muntanyes i n'era difícil l'accés quan nevava a l'hivern. Per salvar aquest inconvenient el 1997 es va inaugurar un túnel que connectava Sumba amb Lopra, el Sumbiartunnilin. L'obertura d'aquest túnel ha facilitat la mobilitat a les persones que treballen a Vágur.
Enfront de la costa de Sumba hi ha l'illot Sumbiarhólmur de 7 ha d'extensió, on cada estiu els habitants del poble hi deixen les ovelles perquè hi pasturin.